# (256797) Benbow
Benbow (asteroide n.º 256797 según el MPC) es un asteroide perteneciente al cinturón de asteroides que orbita entre Marte y Júpiter. Su nombre hace referencia al almirante Benbow Inn, un tabernero en la novela de 1883 de Robert Louis Stevenson La isla del tesoro.
Fue descubierto el 9 de febrero de 2008 por Juan Lacruz desde el Observatorio de La Cañada, en Ávila, España.